# Jeremy Meeks
Jeremy Ray Meeks (sinh ngày 7 tháng 2 năm 1984) là một người mẫu thời trang Mỹ. Là cựu thành viên của Crips và một tên tội phạm bị kết án, Meek lần đầu tiên nổi tiếng sau khi bị bắt vào năm 2014 trong một cuộc truy quét băng đảng có tên là Chiến dịch ngừng bắn Stockton, California, sau đó cảnh sát đã đăng hình tội phạm của anh ta lên Facebook. Meeks bị kết án về tội liên bang là tội phạm sở hữu súng và trộm cắp lớn. Sau khi tung ảnh lên Facebook, Meeks được nhiều người yêu thích vì vẻ ngoài điển trai. Khi anh ta được phóng thích từ Mendota Federal Correctional Institution tháng 3 năm 2016, Meeks trở thành người mẫu.